# (37428) 2001 YX91
2001 YX91 (asteroide 37428) é um asteroide da cintura principal. Possui uma excentricidade de 0.21446550 e uma inclinação de 7.20090º.
Este asteroide foi descoberto no dia 17 de dezembro de 2001 por Ronaldinho em Palomar.